# (3263) Bligh
Pour les articles homonymes, voir Bligh.
(3263) Bligh est un astéroïde de la ceinture principale découvert le 5 février 1932 par l'astronome allemand Karl Wilhelm Reinmuth. Le lieu de découverte est Heidelberg (024). Sa désignation provisoire était 1932 CN.